# Laski Tucholskie
Laski Tucholskie – przystanek kolejowy w Laskach, w gminie Śliwice, w powiecie tucholskim, w województwie kujawsko-pomorskim.

## Ruch pasażerski
| Rok  | Wymiana pasażerska na dobę |
| ---- | -------------------------- |
| 2017 | 0-9                        |
| 2022 | 0-9                        |